# Ólafur Arnalds
Ólafur Arnalds (Mosfellsbær, 3 de Novembro de 1986) é um multi-instrumentalista e produtor musical da Islândia.  Ólafur Arnalds mistura cordas e piano em ciclos e batidas nervosas passando do clássico ao pop.
Antes de sua carreira solo, foi baterista de hardcore/metal das bandas Fighting Shit e Celestine, entre outras.
Em 2004, compôs e gravou a introdução e dois extros para faixas do álbum Antigone da banda de metal alemã Heaven Shall Burn.
Em 12 de outubro de 2007, saiu o seu primeiro disco solo, Eulogy for Evolution. Seguido do EP Variations of Static, em 2008. No mesmo ano, Ólafur iniciou sua turnê com Sigur Rós. Onde teve as entradas esgotadas para apresentação no Barbican Hall, em Londres.
Em abril de 2009, Ólafur compôs e lançou durante sete dias, uma música por dia, tornando cada faixa disponível em 24 horas em foundsongs.erasedtapes.com. A coleção das faixas foi intitulado Found Songs. A primeira sendo lançada 13 de abril.
Em outubro de 2009, com músicas compostas por Ólafur, a companhia de balé Wayne McGregor Random Dance, estreou o espetáculo Dyad 1909(In The Spirit Of Diaghilev). Coreografado por Wayne McGregor, o balé foi inspirado na expedição Nimrod, liderada por Ernest Shackleton, ao Polo Sul em 1909.
Em abril de 2010, Ólafur lançou novo álbum, intitulado ...And They Have Escaped The Weight Of Darkness.
Em 3 de outubro de 2011, Ólafur começou outro sete dias de composições, assim como Found Songs, este intitulado, Living Room Songs. As faixas foram divulgadas em livingroomsongs.olafurarnalds.com/ cada dia por uma semana. O projeto foi lançado como um álbum em 23 de dezembro do mesmo ano.
Ólafur Arnalds têm se envolvido com diversos projetos e sua música aparece em vários filmes, programas de televisão e propagandas. A música Brotsjór fez parte da oitava temporada do programa de televisão So You Think You Can Dance. Ele também falou longamente sobre a arte enviada de fãs em 2011 no documentário Press Pause Play.
Ólöf Arnalds, prima de Ólafur, é também uma cantora e compositora bem conhecida.

## Discografia
- 2007: Eulogy for Evolution
- 2008: Variations of Static (EP)
- 2009: Found Songs (EP)
- 2009: Dyad 1909 (EP)
- 2010: ...And They Have Escaped the Weight of Darkness
- 2010: Endalaus (EP)
- 2011: Living Room Songs (EP)[6]
- 2013: For Now I Am Winter
- 2016: Island Songs

## Trilha em filmes
- 2010: Blinky TM (Short)
- 2010: Jitters
- 2011: Another Happy Day